# Don't Bother Me
Pistes de With the Beatles
All My Loving Little Child
Don't Bother Me est la première chanson écrite par George Harrison à apparaître sur un album des Beatles. Elle est parue pour la première fois sur l'album With the Beatles au Royaume-Uni qui sortit 1963 puis sur leur album Meet the Beatles! sorti aux États-Unis en 1964.
George Harrison déclarera l'avoir écrite pour voir s'il en était capable. Elle traite comme beaucoup de ses chansons de sentiments personnels. Harrison y raconte qu'il ne veut pas être ennuyé à un moment où les fans ne cessent de harceler les Beatles.
"Il la composa alors qu'il était descendu au Palace Court Hotel de Bournemouth. Les Beatles devaient jouer 6 jours au Cinéma Gaumont de cette ville."

## Enregistrement
Don't Bother Me est enregistrée le 11 septembre 1963 durant la séance du soir et nécessite sept prises avec trois overdubs. Le résultat n'étant pas satisfaisant, le groupe décide de reporter au lendemain sa réalisation. De retour en studio, les Beatles débutent vers dix-neuf heures une séance qui débutent avec Don't Bother Me dont la structure est remaniée. La treizième prise est jugée satisfaisante. La base rythmique fonctionne bien, John assurant une excellente guitare rythmique qui bénéficie d'un puissant trémolo; Paul livre un jeu de basse très efficace et Ringo soutient l'ensemble par un beat mi-latino, mi-rock. Enfin une série d'overdubs est effectuée. George double sa propre voix, John est au tambourin, Paul aux claves et Ringo aux bongos. Finalement, la quinzième prise est retenue.
Le mixage mono est réalisé le 30 septembre et le 29 octobre pour le mixage stéréo.

## Interprètes
- George Harrison : chant, guitare solo
- Paul McCartney : guitare basse, claves
- John Lennon : guitare rythmique, tambourin
- Ringo Starr : batterie, bongos

## Publication en France
La chanson arrive en France en mai 1964 sur la face B d'un 45 tours EP (« super 45 tours »), accompagnée  de Hold Me Tight ; sur la face A figurent All My Loving et Little Child. La photo des Beatles dans une piscine est prise par John Loengard à Miami lors de leur première tournée nord-américaine en 1964,,.